# بيه إم آر 446

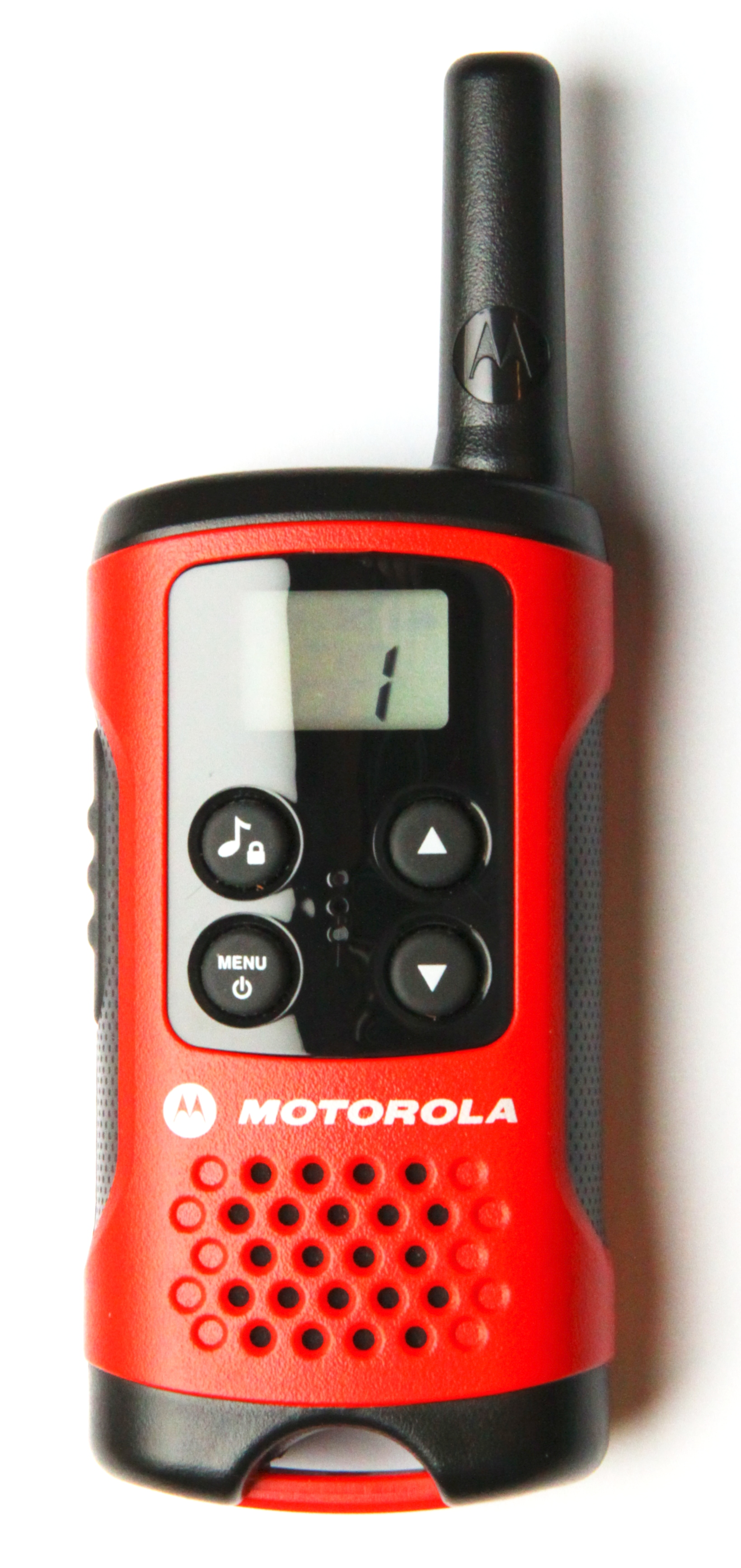
جهاز راديو من شركة موتورولا، يستخدم هذا الجهاز نطلق بي إم آر 446

بيه إم آر 446 (بالإنجليزية: PMR446)‏ اختصار ل (الراديو الشخصي المحمول، 446 ميغاهرتز) هو نوع من أجهزة الراديو التي تستخدم جزء من نطاق الترددات فوق العالية (UHF) الذي يكون مفتوحا وبدون رخصة للأعمال التجارية والاستخدام الشخصي في جل دول الاتحاد الأوربي.

## روابط خارجية
- Delboys PMR446
- PMR Radio (eQSO for PMR)
- PMR446 long distance records
- Free Radio Network
- PMR RADIO 446 / TURKİYE